# Andreas Carlsson
Andreas Carlsson é um compositor sueco que trabalhou, essencialmente, com os Backstreet Boys. Produziu "Shape of My Heart" e mais alguns singles da boy band americana.